# Medaliści mistrzostw świata w narciarstwie alpejskim
Poniższe tabele przedstawiają medalistów mistrzostw świata w narciarstwie alpejskim.

## Zjazd
| MŚ                           | Złoto              | Srebro                                | Brąz                          |
| ---------------------------- | ------------------ | ------------------------------------- | ----------------------------- |
| Mürren, 1931                 | Walter Prager      | Otto Furrer                           | Willi Steuri                  |
| Cortina d’Ampezzo, 1932      | Gustav Lantschner  | David Zogg                            | Otto Furrer                   |
| Innsbruck, 1933              | Walter Prager      | David Zogg                            | Hans Hauser                   |
| Sankt Moritz, 1934           | David Zogg         | Franz Pfnür                           | Heinz von Allmen Ido Cattaneo |
| Mürren, 1935                 | Franz Zingerle     | Émile Allais                          | Willi Steuri                  |
| Innsbruck, 1936              | Rudolf Rominger    | Giacinto Sertorelli                   | Heinz von Allmen              |
| Chamonix, 1937               | Émile Allais       | Maurice Lafforgue Giacinto Sertorelli | –                             |
| Engelberg, 1938              | James Couttet      | Émile Allais                          | Hellmut Lantschner            |
| Zakopane, 1939               | Hellmut Lantschner | Josef Jennewein                       | Karl Molitor                  |
| Cortina d’Ampezzo, 1941      | Josef Jennewein    | Alberto Marcellin                     | Rudolf Cranz                  |
| Sankt Moritz, 1948           | Henri Oreiller     | Franz Gabl                            | Karl Molitor Rolf Olinger     |
| Aspen, 1950                  | Zeno Colò          | James Couttet                         | Egon Schöpf                   |
| Oslo, 1952                   | Zeno Colò          | Othmar Schneider                      | Christian Pravda              |
| Åre, 1954                    | Christian Pravda   | Martin Strolz                         | Ernst Obereigner              |
| Cortina d’Ampezzo, 1956      | Toni Sailer        | Raymond Fellay                        | Andreas Molterer              |
| Bad Gastein, 1958            | Toni Sailer        | Roger Staub                           | Jean Vuarnet                  |
| Squaw Valley, 1960           | Jean Vuarnet       | Hans-Peter Lanig                      | Guy Périllat                  |
| Chamonix, 1962               | Karl Schranz       | Émile Viollat                         | Egon Zimmermann               |
| Innsbruck, 1964              | Egon Zimmermann    | Léo Lacroix                           | Wolfgang Bartels              |
| Portillo, 1966               | Jean-Claude Killy  | Léo Lacroix                           | Franz Vogler                  |
| Grenoble, 1968               | Jean-Claude Killy  | Guy Périllat                          | Jean-Daniel Dätwyler          |
| Val Gardena, 1970            | Bernhard Russi     | Karl Cordin                           | Malcolm Milne                 |
| Sapporo, 1972                | Bernhard Russi     | Roland Collombin                      | Heinrich Messner              |
| Sankt Moritz, 1974           | David Zwilling     | Franz Klammer                         | Willi Frommelt                |
| Innsbruck, 1976              | Franz Klammer      | Bernhard Russi                        | Herbert Plank                 |
| Garmisch-Partenkirchen, 1978 | Josef Walcher      | Michael Veith                         | Werner Grissmann              |
| Lake Placid, 1980            | Leonhard Stock     | Peter Wirnsberger                     | Steve Podborski               |
| Schladming, 1982             | Harti Weirather    | Conradin Cathomen                     | Erwin Resch                   |
| Bormio, 1985                 | Pirmin Zurbriggen  | Peter Müller                          | Doug Lewis                    |
| Crans-Montana, 1987          | Peter Müller       | Pirmin Zurbriggen                     | Karl Alpiger                  |
| Vail, 1989                   | Hansjörg Tauscher  | Peter Müller                          | Karl Alpiger                  |
| Saalbach, 1991               | Franz Heinzer      | Peter Runggaldier                     | Daniel Mahrer                 |
| Morioka, 1993                | Urs Lehmann        | Atle Skårdal                          | AJ Kitt                       |
| Sierra Nevada, 1996          | Patrick Ortlieb    | Kristian Ghedina                      | Luc Alphand                   |
| Sestriere, 1997              | Bruno Kernen       | Lasse Kjus                            | Kristian Ghedina              |
| Vail/Beaver Creek, 1999      | Hermann Maier      | Lasse Kjus                            | Kjetil André Aamodt           |
| Sankt Anton, 2001            | Hannes Trinkl      | Hermann Maier                         | Florian Eckert                |
| Sankt Moritz, 2003           | Michael Walchhofer | Kjetil André Aamodt                   | Bruno Kernen                  |
| Bormio, 2005                 | Bode Miller        | Daron Rahlves                         | Michael Walchhofer            |
| Åre, 2007                    | Aksel Lund Svindal | Jan Hudec                             | Patrik Järbyn                 |
| Val d’Isère, 2009            | John Kucera        | Didier Cuche                          | Carlo Janka                   |
| Garmisch-Partenkirchen, 2011 | Erik Guay          | Didier Cuche                          | Christof Innerhofer           |
| Schladming, 2013             | Aksel Lund Svindal | Dominik Paris                         | David Poisson                 |
| Vail/Beaver Creek, 2015      | Patrick Küng       | Travis Ganong                         | Beat Feuz                     |
| Sankt Moritz, 2017           | Beat Feuz          | Erik Guay                             | Max Franz                     |
| Åre, 2019                    | Kjetil Jansrud     | Aksel Lund Svindal                    | Vincent Kriechmayr            |
| Cortina d’Ampezzo, 2021      | Vincent Kriechmayr | Andreas Sander                        | Beat Feuz                     |
| Courchevel/Méribel, 2023     | Marco Odermatt     | Aleksander Aamodt Kilde               | Cameron Alexander             |
| Saalbach, 2025               | Franjo von Allmen  | Vincent Kriechmayr                    | Alexis Monney                 |

## Supergigant
| MŚ                           | Złoto                    | Srebro                          | Brąz                     |
| ---------------------------- | ------------------------ | ------------------------------- | ------------------------ |
| Crans-Montana, 1987          | Pirmin Zurbriggen        | Marc Girardelli                 | Markus Wasmeier          |
| Vail, 1989                   | Martin Hangl             | Pirmin Zurbriggen               | Tomaž Čižman             |
| Saalbach, 1991               | Stephan Eberharter       | Kjetil André Aamodt             | Franck Piccard           |
| Sierra Nevada, 1996          | Atle Skårdal             | Patrik Järbyn                   | Kjetil André Aamodt      |
| Sestriere, 1997              | Atle Skårdal             | Lasse Kjus                      | Günther Mader            |
| Vail/Beaver Creek, 1999      | Hermann Maier Lasse Kjus | –                               | Hans Knauß               |
| Sankt Anton, 2001            | Daron Rahlves            | Stephan Eberharter              | Hermann Maier            |
| Sankt Moritz, 2003           | Stephan Eberharter       | Hermann Maier Bode Miller       | –                        |
| Bormio, 2005                 | Bode Miller              | Michael Walchhofer              | Benjamin Raich           |
| Åre, 2007                    | Patrick Staudacher       | Fritz Strobl                    | Bruno Kernen             |
| Val d’Isère, 2009            | Didier Cuche             | Peter Fill                      | Aksel Lund Svindal       |
| Garmisch-Partenkirchen, 2011 | Christof Innerhofer      | Hannes Reichelt                 | Ivica Kostelić           |
| Schladming, 2013             | Ted Ligety               | Gauthier de Tessières           | Aksel Lund Svindal       |
| Vail/Beaver Creek, 2015      | Hannes Reichelt          | Dustin Cook                     | Adrien Théaux            |
| Sankt Moritz, 2017           | Erik Guay                | Kjetil Jansrud                  | Manuel Osborne-Paradis   |
| Åre, 2019                    | Dominik Paris            | Johan Clarey Vincent Kriechmayr | -                        |
| Cortina d’Ampezzo, 2021      | Vincent Kriechmayr       | Romed Baumann                   | Alexis Pinturault        |
| Courchevel/Méribel, 2023     | James Crawford           | Aleksander Aamodt Kilde         | Alexis Pinturault        |
| Saalbach, 2025               | Marco Odermatt           | Raphael Haaser                  | Adrian Smiseth Sejersted |

## Gigant
| MŚ                           | Złoto                | Srebro              | Brąz                         |
| ---------------------------- | -------------------- | ------------------- | ---------------------------- |
| Aspen, 1950                  | Zeno Colò            | Fernand Grosjean    | James Couttet                |
| Oslo, 1952                   | Stein Eriksen        | Christian Pravda    | Toni Spiss                   |
| Åre, 1954                    | Stein Eriksen        | François Bonlieu    | Andreas Molterer             |
| Cortina d’Ampezzo, 1956      | Toni Sailer          | Andreas Molterer    | Walter Schuster              |
| Bad Gastein, 1958            | Toni Sailer          | Josef Rieder        | François Bonlieu Roger Staub |
| Squaw Valley, 1960           | Roger Staub          | Josef Stiegler      | Ernst Hinterseer             |
| Chamonix, 1962               | Egon Zimmermann      | Karl Schranz        | Martin Burger                |
| Innsbruck, 1964              | François Bonlieu     | Karl Schranz        | Josef Stiegler               |
| Portillo, 1966               | Guy Périllat         | Georges Mauduit     | Karl Schranz                 |
| Grenoble, 1968               | Jean-Claude Killy    | Willy Favre         | Heinrich Messner             |
| Val Gardena, 1970            | Karl Schranz         | Werner Bleiner      | Dumeng Giovanoli             |
| Sapporo, 1972                | Gustav Thöni         | Edmund Bruggmann    | Werner Mattle                |
| Sankt Moritz, 1974           | Gustav Thöni         | Hans Hinterseer     | Piero Gros                   |
| Innsbruck, 1976              | Heini Hemmi          | Ernst Good          | Ingemar Stenmark             |
| Garmisch-Partenkirchen, 1978 | Ingemar Stenmark     | Andreas Wenzel      | Willi Frommelt               |
| Lake Placid, 1980            | Ingemar Stenmark     | Andreas Wenzel      | Hans Enn                     |
| Schladming, 1982             | Steve Mahre          | Ingemar Stenmark    | Boris Strel                  |
| Bormio, 1985                 | Markus Wasmeier      | Pirmin Zurbriggen   | Marc Girardelli              |
| Crans-Montana, 1987          | Pirmin Zurbriggen    | Marc Girardelli     | Alberto Tomba                |
| Vail, 1989                   | Rudolf Nierlich      | Helmut Mayer        | Pirmin Zurbriggen            |
| Saalbach, 1991               | Rudolf Nierlich      | Urs Kälin           | Johan Wallner                |
| Morioka, 1993                | Kjetil André Aamodt  | Rainer Salzgeber    | Johan Wallner                |
| Sierra Nevada, 1996          | Alberto Tomba        | Urs Kälin           | Michael von Grünigen         |
| Sestriere, 1997              | Michael von Grünigen | Lasse Kjus          | Andreas Schifferer           |
| Vail/Beaver Creek, 1999      | Lasse Kjus           | Marco Büchel        | Steve Locher                 |
| Sankt Anton, 2001            | Michael von Grünigen | Kjetil André Aamodt | Frédéric Covili              |
| Sankt Moritz, 2003           | Bode Miller          | Hans Knauß          | Erik Schlopy                 |
| Bormio, 2005                 | Hermann Maier        | Benjamin Raich      | Daron Rahlves                |
| Åre, 2007                    | Aksel Lund Svindal   | Daniel Albrecht     | Didier Cuche                 |
| Val d’Isère, 2009            | Carlo Janka          | Benjamin Raich      | Ted Ligety                   |
| Garmisch-Partenkirchen, 2011 | Ted Ligety           | Cyprien Richard     | Philipp Schörghofer          |
| Schladming, 2013             | Ted Ligety           | Marcel Hirscher     | Manfred Mölgg                |
| Vail/Beaver Creek, 2015      | Ted Ligety           | Marcel Hirscher     | Alexis Pinturault            |
| Sankt Moritz, 2017           | Marcel Hirscher      | Roland Leitinger    | Leif Kristian Haugen         |
| Åre, 2019                    | Henrik Kristoffersen | Marcel Hirscher     | Alexis Pinturault            |
| Cortina d’Ampezzo, 2021      | Mathieu Faivre       | Luca De Aliprandini | Marco Schwarz                |
| Courchevel/Méribel, 2023     | Marco Odermatt       | Loïc Meillard       | Marco Schwarz                |
| Saalbach, 2025               | Raphael Haaser       | Thomas Tumler       | Loïc Meillard                |

## Slalom
| MŚ                           | Złoto                             | Srebro               | Brąz                            |
| ---------------------------- | --------------------------------- | -------------------- | ------------------------------- |
| Mürren, 1931                 | David Zogg                        | Anton Seelos         | Friedl Däuber                   |
| Cortina d’Ampezzo, 1932      | Friedl Däuber                     | Otto Furrer          | Hans Hauser                     |
| Innsbruck, 1933              | Anton Seelos                      | Gustav Lantschner    | Willi Steuri                    |
| Sankt Moritz, 1934           | Franz Pfnür                       | David Zogg           | Willi Steuri                    |
| Mürren, 1935                 | Anton Seelos                      | David Zogg           | Friedl Pfeifer François Vignole |
| Innsbruck, 1936              | Rudolph Matt                      | Eberhard Kneisl      | Rudolf Rominger                 |
| Chamonix, 1937               | Émile Allais                      | Wilhelm Walch        | Roman Wörndle                   |
| Engelberg, 1938              | Rudolf Rominger                   | Émile Allais         | Hellmut Lantschner              |
| Zakopane, 1939               | Rudolf Rominger                   | Josef Jennewein      | Wilhelm Walch                   |
| Cortina d’Ampezzo, 1941      | Albert Pfeifer Vittorio Chierroni | –                    | Alberto Marcellin               |
| Sankt Moritz, 1948           | Edy Reinalter                     | James Couttet        | Henri Oreiller                  |
| Aspen, 1950                  | Georges Schneider                 | Zeno Colò            | Stein Eriksen                   |
| Oslo, 1952                   | Othmar Schneider                  | Stein Eriksen        | Guttorm Berge                   |
| Åre, 1954                    | Stein Eriksen                     | Benedikt Obermüller  | Toni Spiss                      |
| Cortina d’Ampezzo, 1956      | Toni Sailer                       | Chiharu Igaya        | Stig Sollander                  |
| Bad Gastein, 1958            | Josef Rieder                      | Toni Sailer          | Chiharu Igaya                   |
| Squaw Valley, 1960           | Ernst Hinterseer                  | Mathias Leitner      | Charles Bozon                   |
| Chamonix, 1962               | Charles Bozon                     | Guy Périllat         | Gerhard Nenning                 |
| Innsbruck, 1964              | Josef Stiegler                    | Billy Kidd           | Jimmy Heuga                     |
| Portillo, 1966               | Carlo Senoner                     | Guy Périllat         | Louis Jauffret                  |
| Grenoble, 1968               | Jean-Claude Killy                 | Herbert Huber        | Alfred Matt                     |
| Val Gardena, 1970            | Jean-Noël Augert                  | Patrick Russel       | Billy Kidd                      |
| Sapporo, 1972                | Francisco Fernández Ochoa         | Gustav Thöni         | Roland Thöni                    |
| Sankt Moritz, 1974           | Gustav Thöni                      | David Zwilling       | Francisco Fernández Ochoa       |
| Innsbruck, 1976              | Piero Gros                        | Gustav Thöni         | Willi Frommelt                  |
| Garmisch-Partenkirchen, 1978 | Ingemar Stenmark                  | Piero Gros           | Paul Frommelt                   |
| Lake Placid, 1980            | Ingemar Stenmark                  | Phil Mahre           | Jacques Lüthy                   |
| Schladming, 1982             | Ingemar Stenmark                  | Bojan Križaj         | Bengt Fjällberg                 |
| Bormio, 1985                 | Jonas Nilsson                     | Marc Girardelli      | Robert Zoller                   |
| Crans-Montana, 1987          | Frank Wörndl                      | Günther Mader        | Armin Bittner                   |
| Vail, 1989                   | Rudolf Nierlich                   | Armin Bittner        | Marc Girardelli                 |
| Saalbach, 1991               | Marc Girardelli                   | Thomas Stangassinger | Ole Kristian Furuseth           |
| Morioka, 1993                | Kjetil André Aamodt               | Marc Girardelli      | Thomas Stangassinger            |
| Sierra Nevada, 1996          | Alberto Tomba                     | Mario Reiter         | Michael von Grünigen            |
| Sestriere, 1997              | Tom Stiansen                      | Sébastien Amiez      | Alberto Tomba                   |
| Vail/Beaver Creek, 1999      | Kalle Palander                    | Lasse Kjus           | Christian Mayer                 |
| Sankt Anton, 2001            | Mario Matt                        | Benjamin Raich       | Mitja Kunc                      |
| Sankt Moritz, 2003           | Ivica Kostelić                    | Silvan Zurbriggen    | Giorgio Rocca                   |
| Bormio, 2005                 | Benjamin Raich                    | Rainer Schönfelder   | Giorgio Rocca                   |
| Åre, 2007                    | Mario Matt                        | Manfred Mölgg        | Jean-Baptiste Grange            |
| Val d’Isère, 2009            | Manfred Pranger                   | Julien Lizeroux      | Michael Janyk                   |
| Garmisch-Partenkirchen, 2011 | Jean-Baptiste Grange              | Jens Byggmark        | Manfred Mölgg                   |
| Schladming, 2013             | Marcel Hirscher                   | Felix Neureuther     | Mario Matt                      |
| Vail/Beaver Creek, 2015      | Jean-Baptiste Grange              | Fritz Dopfer         | Felix Neureuther                |
| Sankt Moritz, 2017           | Marcel Hirscher                   | Manuel Feller        | Felix Neureuther                |
| Åre, 2019                    | Marcel Hirscher                   | Michael Matt         | Marco Schwarz                   |
| Cortina d’Ampezzo, 2021      | Sebastian Foss Solevåg            | Adrian Pertl         | Henrik Kristoffersen            |
| Courchevel/Méribel, 2023     | Henrik Kristoffersen              | AJ Ginnis            | Alex Vinatzer                   |
| Saalbach, 2025               | Loïc Meillard                     | Atle Lie McGrath     | Linus Straßer                   |

## Kombinacja
| MŚ                           | Złoto               | Srebro                 | Brąz                   |
| ---------------------------- | ------------------- | ---------------------- | ---------------------- |
| Cortina d’Ampezzo, 1932      | Otto Furrer         | Hans Hauser            | Gustav Lantschner      |
| Innsbruck, 1933              | Anton Seelos        | Willi Steuri           | Otto Furrer            |
| Sankt Moritz, 1934           | David Zogg          | Franz Pfnür            | Heinz von Allmen       |
| Mürren, 1935                 | Anton Seelos        | Émile Allais           | Birger Ruud            |
| Innsbruck, 1936              | Rudolf Rominger     | Heinz von Allmen       | Eberhard Kneissl       |
| Chamonix, 1937               | Émile Allais        | Maurice Lafforgue      | Willi Steuri           |
| Engelberg, 1938              | Émile Allais        | Rudolf Rominger        | Hellmut Lantschner     |
| Zakopane, 1939               | Josef Jennewein     | Wilhelm Walch          | Rudolf Rominger        |
| Cortina d’Ampezzo, 1941      | Josef Jennewein     | Alberto Marcellin      | Vittorio Chierroni     |
| Sankt Moritz, 1948           | Henri Oreiller      | Karl Molitor           | James Couttet          |
| Åre, 1954                    | Stein Eriksen       | Christian Pravda       | Stig Sollander         |
| Cortina d’Ampezzo, 1956      | Toni Sailer         | Charles Bozon          | Stig Sollander         |
| Bad Gastein, 1958            | Toni Sailer         | Josef Rieder           | Roger Staub            |
| Squaw Valley, 1960           | Guy Périllat        | Charles Bozon          | Hans-Peter Lanig       |
| Chamonix, 1962               | Karl Schranz        | Gerhard Nenning        | Ludwig Leitner         |
| Innsbruck, 1964              | Ludwig Leitner      | Gerhard Nenning        | Billy Kidd             |
| Portillo, 1966               | Jean-Claude Killy   | Léo Lacroix            | Ludwig Leitner         |
| Grenoble, 1968               | Jean-Claude Killy   | Dumeng Giovanoli       | Heinrich Messner       |
| Val Gardena, 1970            | Billy Kidd          | Patrick Russel         | Andrzej Bachleda-Curuś |
| Sapporo, 1972                | Gustav Thöni        | Walter Tresch          | Jim Hunter             |
| Sankt Moritz, 1974           | Franz Klammer       | Andrzej Bachleda-Curuś | Wolfgang Junginger     |
| Innsbruck, 1976              | Gustav Thöni        | Willi Frommelt         | Greg Jones             |
| Garmisch-Partenkirchen, 1978 | Andreas Wenzel      | Sepp Ferstl            | Pete Patterson         |
| Lake Placid, 1980            | Phil Mahre          | Andreas Wenzel         | Leonhard Stock         |
| Schladming, 1982             | Michel Vion         | Peter Lüscher          | Anton Steiner          |
| Bormio, 1985                 | Pirmin Zurbriggen   | Ernst Riedelsperger    | Thomas Bürgler         |
| Crans-Montana, 1987          | Marc Girardelli     | Pirmin Zurbriggen      | Günther Mader          |
| Vail, 1989                   | Marc Girardelli     | Paul Accola            | Günther Mader          |
| Saalbach, 1991               | Stephan Eberharter  | Kristian Ghedina       | Günther Mader          |
| Morioka, 1993                | Lasse Kjus          | Kjetil André Aamodt    | Marc Girardelli        |
| Sierra Nevada, 1996          | Marc Girardelli     | Lasse Kjus             | Günther Mader          |
| Sestriere, 1997              | Kjetil André Aamodt | Bruno Kernen           | Mario Reiter           |
| Vail/Beaver Creek, 1999      | Kjetil André Aamodt | Lasse Kjus             | Paul Accola            |
| Sankt Anton, 2001            | Kjetil André Aamodt | Mario Matt             | Paul Accola            |
| Sankt Moritz, 2003           | Bode Miller         | Lasse Kjus             | Kjetil André Aamodt    |
| Bormio, 2005                 | Benjamin Raich      | Aksel Lund Svindal     | Giorgio Rocca          |
| Åre, 2007                    | Daniel Albrecht     | Benjamin Raich         | Marc Berthod           |
| Val d’Isère, 2009            | Aksel Lund Svindal  | Julien Lizeroux        | Natko Zrnčić-Dim       |
| Garmisch-Partenkirchen, 2011 | Aksel Lund Svindal  | Christof Innerhofer    | Peter Fill             |
| Schladming, 2013             | Ted Ligety          | Ivica Kostelić         | Romed Baumann          |
| Vail/Beaver Creek, 2015      | Marcel Hirscher     | Kjetil Jansrud         | Ted Ligety             |
| Sankt Moritz, 2017           | Luca Aerni          | Marcel Hirscher        | Mauro Caviezel         |
| Åre, 2019                    | Alexis Pinturault   | Štefan Hadalin         | Marco Schwarz          |
| Cortina d’Ampezzo, 2021      | Marco Schwarz       | Alexis Pinturault      | Loïc Meillard          |
| Courchevel/Méribel, 2023     | Alexis Pinturault   | Marco Schwarz          | Raphael Haaser         |

## Gigant równoległy
| MŚ                      | Złoto            | Srebro           | Brąz          |
| ----------------------- | ---------------- | ---------------- | ------------- |
| Cortina d’Ampezzo 2021  | Mathieu Faivre   | Filip Zubčić     | Loïc Meillard |
| Courchevel/Méribel 2023 | Alexander Schmid | Dominik Raschner | Timon Haugan  |